# Conidiobolus firmipilleus
Conidiobolus firmipilleus är en svampart som beskrevs av Drechsler 1953. Conidiobolus firmipilleus ingår i släktet Conidiobolus och familjen Ancylistaceae.   Inga underarter finns listade i Catalogue of Life.